# Epi-
Epi oprinder af græsk og betyder "ved siden af". Anvendt i forbindelse med genetik, som epigenetik, der handler om de arvelige forandringer, som ikke involverer forandringer i selve DNA'et.